# Aurélien Dony
Pour les articles homonymes, voir Dony.
Œuvres principales
Puisque l'aube est défaite, 2014
Aurélien Dony est un poète et dramaturge belge d'expression française, né à Dinant le 16 avril 1993.

## Biographie

### Formation et occupations
Fils de professeurs de français, Aurélien Dony a fréquenté l'Athénée Royal Adolphe Sax de Dinant, avant d'effectuer un régendat littéraire-morale à la Haute-école Charlemagne à Liège puis des études de théâtre au Conservatoire royal de Bruxelles.
En 2021, il travaille en tant que conseiller laïc dans les prisons de Marche-en-Famenne et d'Arlon.
Aurélien Dony est d'autre part le chanteur et parolier du groupe Géminides.

### Un représentant de la poésie francophone de Belgique
Touché notamment par Henri Michaux, Dony publie un premier recueil intitulé Il n'y aura plus d'hiver à l'âge de dix-huit ans.
En 2013, il reçoit le Prix Georges-Lockem de l'Académie royale de langue et de littérature françaises de Belgique, récompensant un poète de moins de 25 ans, pour son second recueil intitulé Puisque l'aube est défaite. Le recueil est publié l'année suivante aux éditions Mode Est-Ouest.
Début 2018, il publie son quatrième recueil de poésie. Intitulé Io, la belle, il a pour principale thématique la migration. Sensible à cette cause, Dony a annoncé qu'il faisait don de ses droits d'auteur à la plateforme citoyenne d'aide aux réfugiés de Bruxelles. Un extrait sonore de ce recueil, lu par l'auteur, est publié en septembre 2018 sur la plateforme SonaLitté. Cette capsule est également diffusée sur Radio Panik et sur Radio Campus Bruxelles.
En octobre 2019, il obtient le Prix Geneviève-Grand’Ry décerné par l'Association des écrivains belges de langue française. Il se le voit remettre pour Terre silence, un recueil de poésie encore inédit.
Dony est un ambassadeur de la poésie francophone de Belgique, qu'il a représentée au Festival international de la poésie de Trois-Rivières en 2014 et au Printemps Poétique Transfrontalier en 2018. En 2019 et 2020, il est l'un des trois jeunes poètes belges sélectionnés pour participer à la résidence poétique célébrant le 20e anniversaire du jumelage Namur-Québec, organisée par la Maison de la Poésie de Namur, la Maison de la littérature de Québec et Les Offices jeunesse internationaux du Québec. En novembre 2020, il fait partie de la sélection de douze poètes mis en avant lors de la campagne « Lisez-vous le belge? ».
En avril 2020, durant la pandémie de Covid-19, il participe au projet « Fleurs de funérailles » lancé par le poète national Carl Norac. Quelques mois plus tard, il adresse, dans le journal Le Soir, un cri d'alarme à la Première Ministre concernant l'abandon du secteur de la Culture lors de la pandémie Covid-19.

### Carrières de dramaturge et de comédien
Dony se consacre au théâtre depuis 2017, dès avant la fin de ses études au Conservatoire.
Directeur de la Compagnie du Rêverbère, il crée avec elle un premier spectacle à la Cité Miroir à Liège, en mai 2017. Il est l'auteur et le metteur en scène de cette pièce intitulée Au secours de la nuit. Avec cette même compagnie, il crée un second spectacle (intitulé Les putes allemandes pleurent-elles dans les bras de Berlin ?) en mai 2018, toujours à la Cité Miroir.
En 2019, il cofonde (avec Charlotte Simon) une deuxième compagnie appelée l'Absolu Théâtre. Avec celle-ci, il écrit et met en scène deux spectacles : À-Vide et J’aimerais mourir sous un orme. J'aimerais mourir sous un orme a été créé aux Riches-Claires en septembre 2021. Le texte de ces deux pièces a paru aux éditions Les Oiseaux de nuit.
Aurélien Dony est en outre l'auteur d'une pièce intitulée Pour qu'il pleuve, présentée lors du festival Courants d'airs 2019.
En tant que comédien, il joue en 2021 le rôle de Brutus dans une mise en scène de Coriolan au Théâtre des Martyrs. Ce spectacle n'a cependant été joué que trois soirs, à cause d'une grave blessure du principal acteur au cours d'une représentation.

## Réception critique
En lui attribuant le Prix Georges-Lockem de l'Académie royale de langue et de littérature françaises de Belgique, le jury justifie son choix en évoquant la « lucidité frémissante » de Dony et sa « fondamentale révolte contre le monde post-moderne ». Cette révolte est à nouveau soulignée à l'occasion de la sortie de son cinquième recueil : le poète Rony Demaeseneer la relève en effet à l'occasion d'une recension dans Le carnet et les instants. Il note cependant que « [l]e poète […] hésite entre deux attitudes, entre le retrait et l’action ». Un constat similaire est dressé par l'association d'éducation permanente Couples et Familles qui, se basant sur le même recueil, cite Dony pour illustrer une analyse consacrée à l'émergence d'une culture insurrectionniste en Belgique mais précise que, chez lui, elle se manifeste de manière ambivalente, « par de l’intérêt, de la solidarité et néanmoins des scrupules ».
À l'occasion de la parution d'Amour noir, Nicolas Crousse, critique au Soir, souligne la grande oralité de la poésie de Dony.
L'unique roman de Dony, coécrit avec Claude Raucy et intitulé Le temps des noyaux, a été reçu positivement. Le journaliste Dominique Zachary, dans une critique parue dans L'Avenir, évoque « l’écriture roborative d’un Aurélien Dony promis à un bel avenir dans nos lettres francophones ».

### Poésie
- Il n'y aura plus d'hiver, Tenneville, éd. Memory Press, 2011 ;
- Puisque l'aube est défaite, Bruxelles, éd. M.E.O., 2014 ;
- Au seuil d'un autre corps, Mont-Saint-Guibert, éd. Le Coudrier, 2016 ;
- Io, la belle, Dinant, éd. Bleu d'Encre, 2018 ;
- Du feu dans les brindilles, Dinant, éd. Bleu d'Encre, 2019 ;
- Amour noir, Etterbeek, éd. Maelström, coll. « Rootlegs », n° 5, 2021 ;
- Grammaire du vide, Amay, éd. L'Arbre à paroles, 2023.

### Théâtre
- À-Vide suivi de J’aimerais mourir sous un orme, Mechelen, éd. Les Oiseaux de nuit, coll. « Aliénor », 2021.

### Roman
- Le temps des noyaux (coécrit avec Claude Raucy), Bruxelles, éd. M.E.O., 2016.

### Nouvelles
- Le cœur en Lesse, Bruxelles, éd. M.E.O., 2019.

## Distinctions
- Prix Georges-Lockem 2013 pour Puisque l'aube est défaite ;
- Prix Geneviève-Grand’Ry 2019 pour Terre silence ;
- Prix du Public Fintro 2021, catégorie Histoire écrite – Littérature francophone[24].